# Anarchy Bad Ray
Anarchy Bad Ray（アナーキーバッドレイ、1991年9月25日 - ）は日本のベーシスト、ソングライター、デザイナー。Anarchy Badという言葉は尊敬する高橋ヨシロウの一番弟子がDEAD ENDの"CRAZY" COOL- JOEだった事が由来。

## 来歴
中学時代、父に見せられたハノイ・ロックスをきっかけにロックバンドFFT、ZiEK、LA★69と居場所を変えバンド活動を開始。LA★69を脱退後、NINEZEROへ加入。アルバム『Sanity』リリース・全国ツアーを行う。44MAGNUMのサポートメンバーとして、JACK IN THE BOX 2010、POINT IS AREA44 TOURに参加。2014年レザーブランドAtoRsoの復活として代表取締役に就任するものの、その後の目立った活動は報告されて居ない。

## 影響を受けたアーティスト
音楽的な影響を与えたのは、ハノイ・ロックス、ピンク・フロイド、レッド・ツェッペリン、レニー・クラヴィッツ、ジミ・ヘンドリックス、モトリー・クルー、ポイズン、T・レックス、デヴィッド・ボウイ等。その他ジャズ、サイケデリック・ロック等、幅広い音楽性に影響を受けている。

## ディスコグラフィー
アルバム
ZiEK/No Smokin'(2005年)
NINEZERO/Sanity(2008年)
シングル
LA★69/Julia(2007年)
CELiCA and Anarchy Bad Ray/Take my heart(2008年)
オムニバス
FFT KOBE FUTURES MUSIC/Go My Way(2004年)
DVD
広瀬さとし/Flash Back MV(2010年)

## 使用機材

### 楽器
ギブソン
サンダーバード建国記念モデル76's ホワイト
ファイヤーバード建国記念モデル76's サンバースト
レスポール　カスタムホワイト
サンダーバード現行モデル ラメリフィニッシュ
プレシジョンベース　サンバースト
グレコ
サンダーバード81's サンバースト
サンダーバード84's スージー・クアトロモデル
プレシジョンベース80's　ブラック
サンダーバードUSA　サンバースト
Burny
サンダーバード Anarchy Bad Rayモデル ホワイト
Aria Pro
マグナ　パープル
エレアコギター　ブルー
エレアコギター　ブラック
アコースティック・ギター　ブラック
Ibanez
セミアコベース　ブラウン
B.C Rich
ワーロック80's オリジナルペイント
ワーロック現行モデル　ブラック

### アンプ
アンプ：Mesa/ Boogie
キャビネット：BASSON

## その他
Acid Black CherryのサポートメンバーSHUSEとは元々知り合いだったものの、Ray本人のブログによる挑発行為で険悪な空気となりインターネット上では批判が上がっている（ブログに本人からの謝罪あり）。